# Per Wium
Per Wium er tidligere musiker og programvært i DR.
Fra 2008 er han freelance musikjournalist. Han skriver artikler, holder musikforedrag og laver musikpodcasts.
Speciale i Frank Zappa, The Beatles, Genesis m.m.fl. 

## Diskografi
- Blå som altid (1977)
- Storbyens små oaser (1977)
- Saga (1978)
- Et Ærligt Smil (1979, med Thorstein Thomsen)
- To (1980, med Thorstein Thomsen)
- Ind i det Blå (1987)
- Back to blue (2006)